# 南方公园受争议的剧集列表
從《南方公園》開始播出起，這部動畫劇集一直因為它對於政治和時事的諷刺而受到廣泛的爭議。以下是一些爭議比較突出的劇集列表：

## 爭議劇集列表
- 1998年2月播出的一集中，《南方公園》拋給觀眾這樣一個問題，誰是胖子卡特曼的父親。這一集在結尾處宣稱，答案將在四星期內揭曉。一個月後，大家期待已久的揭秘續集被關於狼兄狗弟的故事所取代，（二人是四個主角所最喜愛的加拿大喜劇演員），這引起了大家的憤怒和不滿。喜劇中心電視台因此不得不把真正的下一季首播提前播出。其實這很顯然就是一個設計已久的愚人節把戲，跟焦急等待答案的觀眾開個玩笑而已。

- 1999年的劇場版《南方公园剧场版》（又译《南方公園之更大，更長，無刪減版》）上映，受到熱情追捧。電影同時嘲弄了自身和預期中來自於道德保守派的譴責，也帶來了幾首怪異但不失優秀的音樂片段，其中包括《操你大爺的》（Uncle Fucka）和《都怪加拿大》（Blame Canada）。後者獲得了一項奧斯卡提名，並且在頒獎典禮上由羅賓·威廉斯演繹。根據猜測，《都怪加拿大》之所以能被選中（這部電影中還有很多其他的歌值得被頒獎），是因為只有它的歌詞內容不需要作太大的改動就能在電視上直播——這首歌裡「只有」兩處髒話。雖然電影中撒旦唱的那首《上面的世界》完全沒有什麼罵人的話，但是它更有可能引起基於宗教立場的爭議，因為這首歌中撒旦被描繪成了一個悲天憫人的形象，並且用歌詞為他的邪惡作了辯護。最終菲爾·柯林斯憑藉他在迪士尼電影《泰山》裡的歌曲《你將在我心中》奪走了獎項，這使得他在後來的《南方公園》劇集中不斷地被嘲弄。

- Pip（S04E14）：這一集雖然沒有什麼特別冒犯的內容，但是它胡亂篡改了狄更斯的名著，因此在美國觀眾中不是很受歡迎。喜劇中心也決定以後不再播出。

- Scott Tenorman Must Die（S05E01）：這一集卡特曼把他競爭對手（台譯：傲賽馬）的父母害死，然後做成了特製辣椒餐，騙對方吃了下去。

- It Hits the Fan（S05E02） 雖然沒有引起太大爭議，這一集極大限度的挑戰了媒體的言論管制制度（敏感、不雅詞語過濾），這一集裡一共播出了162次沒被消音的"shit"。在《It Hits the Fan》這集中，《南方公園》總共使用了162次「shit」這個字眼，完全沒有消音，打破了說髒話的紀錄。在這22分鐘長的一集裡，平均每8秒鐘就出現一次「shit」，甚至還為整集專門設置了一個髒話計數器用以顯示目前說過的「shit」次數，側面例證了他們如何在這麼短的時間內說出了這麼多的"shit"。這一集其實是針對較早前播出的《紐約重案組》最新一集的諷刺。在該劇中，其中的一個主角不斷地在使用「shit happens」這樣的詞句，並且完全沒有消音，當時引起了美國公眾持續數週的爭議。《南方公園》揶揄道，正因為不斷的使用這樣的髒話，《紐約重案組》才能被稱作是「條子」劇。這一集裡的另一個包袱就是，在這一集裡所有的同性戀者和雙性戀者都可以自由地說「fag」這詞，而所有異性戀者在嘗試著說同樣的詞時，就會被消音。

- Super Best Friends（S05E03）中因出现了穆罕默德全身像的卡通形象而不断遭到审查。

- Red Man’s Greed（S06E07）: 這一集標題Red Man明指印地安人是貪婪的。

- Red Hot Catholic Love（S06E08）：這一集嘲笑了天主教教義，尤其針對了天主教神父近來不斷被揭露的戀童醜聞。同時還借死硬的政教分離擁護者之口把美國宣誓儀式上的慣用語"under God"拿來討論嘲諷了一番。

- Christian Rock Hard（S07E09）：這一集卡特曼寫了很多宗教歌曲，其中一些暗含指向上帝的性意味。在結尾時，因為發現沒有辦法贏得白金唱片獎，卡特曼還罵了一句「肏上帝」。他也在這集裡面對一個不同種族的角色說了不少種族主義的話。

- 困在衣柜里（Trapped in the Closet（S09E12））：嘲笑並諷刺了湯姆·克魯斯和參與山達基教教會的活動。這一集也是導致黑人廚師的配音者艾薩克·海耶斯退出南方公園製作團隊的原因。海耶斯是一個活躍的山達基教教徒。

- Bloody Mary（S09E14）：嘲弄了據稱是聖母瑪麗亞的見證人和酒精成癮者。這集的故事圍繞著一尊不斷從陰部流血的聖母瑪麗亞塑像展開。這一集在基督教活動家的呼籲下，在很多國家被禁播。

- Cartoon Wars Part I（S10E03）/Cartoon Wars Part II（S10E04）：嘲笑了《居家男人》（美國的另一部成人動畫劇集）的穆罕默德卡通爭議事件。這集《南方公園》在播出的時候也沒有能夠逃脫審查制度，穆罕默德出現的片段最終被喜劇中心剪下。帕克和斯通對於這整件事的發展十分不滿。為了表達他們的嘲諷，在這一集裡，伊斯蘭世界也如法炮製了一部復仇動畫短片；在這段製作粗糙的動畫片段裡，耶穌基督和美國總統喬治·W·布什在彼此身上和美國國旗上肆意大便，這一集在此達到高潮。

- Band in China（S23E02）：斯坦的父亲欲開拓中國的大麻生意，但大麻在机场被海关截查后送入劳改营。斯坦父亲在獄中見到了在中國被禁止並因此入獄的小熊維尼，並在最後亲手勒死他。片内更出现有中国官员审查草稿和米老鼠穿着带有習近平头像的衣服。[1][2][3][4]